# Stephen A. Douglas
 (novembre 2024).
Le contenu est difficilement compréhensible vu les erreurs de traduction, qui sont peut-être dues à l'utilisation d'un logiciel de traduction automatique.
Pour les articles homonymes, voir Douglas.
Stephen Arnold Douglas, né le 23 avril 1813 à Brandon, et mort le 3 mai 1861  à Chicago, est un homme politique américain et un avocat de l'Illinois. Il fut l'un des candidats du Parti démocrate à la présidence lors des élections de 1860, remportées par le candidat républicain Abraham Lincoln. Douglas avait déjà battu Lincoln lors des élections de 1858 dans l'Illinois au Sénat des États-Unis, connues pour les débats Lincoln-Douglas. Au cours des années 1850, Douglas fut l'un des principaux défenseurs de la souveraineté populaire, qui estimait que chaque territoire devait être autorisé à décider s'il devait autoriser l'esclavage à l'intérieur de ses frontières. Douglas a été surnommé le « Petit Géant » parce qu'il était de petite taille physique, mais une figure puissante et dominante en politique.
Né à Brandon dans le Vermont, Douglas a émigré à Jacksonville dans l'Illinois en 1833 pour y établir son activité juridique. Il a connu un succès précoce en politique en tant que membre du Parti démocrate, servant à la Chambre des représentants de l'Illinois et à divers autres postes. Il a démissionné de la Cour suprême de l'Illinois après avoir été élu à la Chambre des représentants des États-Unis en 1843.
Douglas est devenu un allié du président James K. Polk, et a favorisé l'annexion du Texas et la guerre américano-mexicaine. Il fut l'un des quatre démocrates du Nord à la Chambre à voter contre la Clause Wilmot, qui aurait interdit l'esclavage dans tout territoire acquis après la défaite du Mexique.
La législature de l'Illinois a élu Douglas au Sénat des États-Unis en 1847, et Douglas est devenu un des responsables nationaux du parti au cours des années 1850. Avec Henry Clay, il a porté le passage au compromis de 1850 qui a réglé certaines des questions territoriales découlant de la guerre américano-mexicaine.
Douglas a été candidat à la présidence lors de la Convention nationale démocrate de 1852, mais y a perdu la nomination au profit de Franklin Pierce.
Cherchant à ouvrir l'ouest à l'expansion des États-Unis, Douglas a introduit le « Kansas-Nebraska Act » en 1854 visant à mener ces territoires vers le statuts d'états à part entière. Douglas espérait que la loi Kansas-Nebraska apaiserait les tensions entre les états, mais perçue comme trop favorable au sud, elle a au contraire suscité une forte réaction dans le Nord et a contribué à alimenter la montée du parti républicain abolitionniste.
Douglas a de nouveau cherché la nomination comme candidat démocrate à la présidence en 1856, mais la Convention nationale démocrate de 1856 a préféré nommer James Buchanan, qui a remporté les élections. Buchanan et Douglas se sont séparés sur l'admission du Kansas en tant qu’État esclavagiste, Douglas ayant accusé la législature pro-esclavagiste du Kansas d'avoir mené une élection injuste.
Au cours des débats Lincoln – Douglas à la fin des années 1850, Douglas a présenté la doctrine de Freeport, selon laquelle les États pouvaient effectivement exclure l'esclavage malgré la décision de la Cour suprême dans l'affaire 1857 de Dred Scott contre John Sandford. Cette position n'a satisfait ni les partisans de l'esclavage, qui entendaient s'appuyer sur la décision de la cour pour imposer l'esclavage dans tous les États-Unis, ni les opposants, considérant que la position de Douglas était bien trop tolérante.
Les désaccords sur l'esclavage au sein du parti démocrate ont conduit au retrait des délégués du Sud à la Convention nationale démocrate de 1860. La convention, réduite aux délégués du Nord, a nommé Douglas comme candidat a la présidence, mais les démocrates du Sud ont apporté leur soutien à John Cabell Breckinridge. Aux élections de 1860, Lincoln et Douglas furent les principaux candidats du Nord, tandis que la plupart des Sudistes soutinrent Breckinridge ou John Bell du Parti de l'Union constitutionnelle. En campagne dans tout le pays pendant les élections, Douglas a mis en garde contre les dangers de la sécession et a exhorté son public à rester fidèle aux États-Unis. En fin de compte, le solide soutien de Lincoln dans le Nord amena la victoire du parti républicain aux élections. Après la bataille de Fort Sumter (avril 1861), Douglas apporta son soutien à l'Union, peu de temps avant son décès prématuré, en juin 1861.

## Jeunesse et éducation
Il est né Stephen Arnold Douglass à Brandon (Vermont), le 23 avril 1813, du médecin Stephen Arnold Douglass et de son épouse, Sarah Fisk. Le jeune Douglas abandonnerait le second "s" de son nom en 1846, l'année après la publication de la première autobiographie de Frederick Douglass; on ne sait pas s'il y avait un lien entre ces deux événements. Les ancêtres paternels de Douglas avaient émigré en Nouvelle-Angleterre au XVIIe siècle, et son grand-père paternel, Benajah Douglass, a passé plusieurs mandats à la Chambre des représentants du Vermont. Le père de Douglas est décédé alors que Douglas n'avait que deux mois, et Douglas et sa mère ont emménagé avec son oncle maternel, Edward Fisk. Après deux apprentissages avortés en tant qu'ébéniste, Douglas entra à l'Académie de Canandaigua dans le Comté d'Ontario (New York). À l'Académie de Canandaigua, Douglas a souvent prononcé des discours en soutien à Andrew Jackson et au parti démocrate de Jackson. Un éminent avocat local, Levi Hubbell, a permis à Douglas d'étudier sous lui et alors qu'il était étudiant dans le bureau de Hubbell, Douglas est devenu ami avec Henry B. Payne, qui étudiait le droit au bureau voisin de John C. Spencer,.
L'admission au barreau de l'État de New York a nécessité sept années d'enseignement classique couplées à des études juridiques. Incapable de répondre à ces exigences, Douglas a décidé de déménager vers l'ouest pour établir une carrière juridique. Après des arrêts dans l'Ohio, le Kentucky et le Missouri, il s'installe à Jacksonville dans l'Illinois en novembre 1833. Payne s'installe à Cleveland pendant que Douglas y réside brièvement et, à son arrivée, il découvre que Douglas est malade, donc Payne doit faire soigner Douglas avant de commencer à établir sa propre pratique du droit. Douglas a été admis au barreau de l'État de l'Illinois en mars 1834. À sa famille, Douglas a écrit : « Je suis devenu un homme de l'Ouest, j'ai imbibé les principes et les intérêts des sentiments de l'Ouest et j'ai choisi l'Illinois comme lieu préféré de mon adoption ».

## Début de carrière

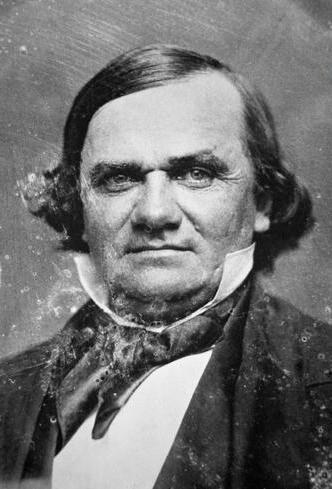
Stephen A. Douglas

### Politicien de l'Illinois
Douglas est devenu membre des Démocrates whole hog, qui ont fortement soutenu le président Jackson. En 1834, avec le soutien de la législature démocrate de l'État qui représentait Jacksonville, Douglas fut élu procureur de l'État pour le premier district, qui englobait huit comtés de l'ouest de l'Illinois. Douglas s'est rapidement désintéressé de la pratique du droit, choisissant plutôt de se concentrer sur la politique. Il a aidé à organiser la toute première convention démocrate d'État à la fin de 1835, et la convention s'est engagée à soutenir le successeur choisi de Jackson, Martin Van Buren, lors de l'élection présidentielle de 1836. La même année, il a remporté l'élection à la Chambre des représentants de l'Illinois, battant le candidat du Parti Whig, John J. Hardin (en). Douglas a rejoint une législature qui comprenait cinq futurs sénateurs fédéraux, sept futurs membres du Congrès et un futur président : Abraham Lincoln, à l'époque un membre du Parti Whig. Tout en continuant à siéger à la législature de l'État et en tant que procureur de l'État, Douglas a été nommé par le président Van Buren comme registraire du bureau foncier de Springfield.
Douglas a cherché à se faire élire à la Chambre des représentants des États-Unis en 1838, mais a perdu par une marge de 36 voix au bénéfice du candidat Whig John T. Stuart (en). Lors de l'élection présidentielle de 1840, Douglas fit campagne dans tout l'État au nom du président Van Buren, et dû fréquemment débattre avec Lincoln et les autres Whigs. Bien que Van Buren ait perdu sa réélection face au candidat Whig William Henry Harrison, l'Illinois fut l'un des sept États à avoir voté pour Van Buren.
Après l'élection, le gouverneur Thomas Carlin nomma Douglas au poste de secrétaire d'État de l'Illinois, faisant de lui le plus jeune titulaire du poste. Au cours de son bref mandat en tant que secrétaire d'État, Douglas aida à établir une charte d'État pour la colonie mormone de Nauvoo.
Au début de 1841, Douglas accepta sa nomination à la Cour suprême de l'Illinois. En 1843, Douglas démissionna de la cour après avoir remporté l'élection à la Chambre des représentants des États-Unis.
Au cours d'une soirée au début des années 1840, Douglas dîna avec Joseph Smith, le prophète et président de l'Église de Jésus-Christ des saints des derniers jours. À la demande de Douglas, Smith raconta l'histoire des persécutions des mormons dans le Missouri, Douglas exprimant alors sa sympathie. Joseph Smith a ensuite prononcé la prophétie suivante concernant Stephen A. Douglas :

« Monsieur le juge, vous aspirerez à la présidence des États-Unis ; et si jamais vous tournez votre main contre moi ou contre les saints des derniers jours, vous sentirez le poids de la main du Tout-Puissant sur vous; et vous vivrez pour voir et savoir que je vous ai témoigné la vérité ; car la conversation de ce jour restera fidèle à vous tout au long de la vie. »

### Chambre des députés
Après avoir remporté une réélection décisive en août 1844, Douglas fit campagne au nom du candidat présidentiel démocrate James K. Polk. Lors d'une de ses premières apparitions en campagne en dehors de l'Illinois, Douglas dénoncé des taux de droits élevés, déclarant qu'ils constituaient "un acte d'oppression et de pillage du travailleur américain au profit de quelques grands capitalistes". En fin de compte, Polk défit le candidat Whig Henry Clay lors de l'élection présidentielle de 1844.
Douglas soutint fortement l'annexion du Texas, et en mai 1846, vota pour déclarer la guerre au Mexique après que les forces américaines et mexicaines se soient affrontées près du fleuve Río Grande. Douglas envisagea alors de se porter volontaire pour servir dans la guerre, mais le président Polk le convainquit de rester au Congrès, où il servirait de défenseur aux politiques de Polk. Il fut l'un des quatre démocrates du Nord à voter contre la Clause Wilmot, qui aurait interdit l'esclavage dans toutes les terres cédées après sa défaite par le Mexique. Douglas préférait plutôt étendre le compromis du Missouri, qui avait interdit l'esclavage au nord du parallèle 36° 30′ nord lors de l'achat de la Louisiane, à tous les territoires américains, mais sa proposition fut rejetée par les membres du Congrès.

## Mariage et famille

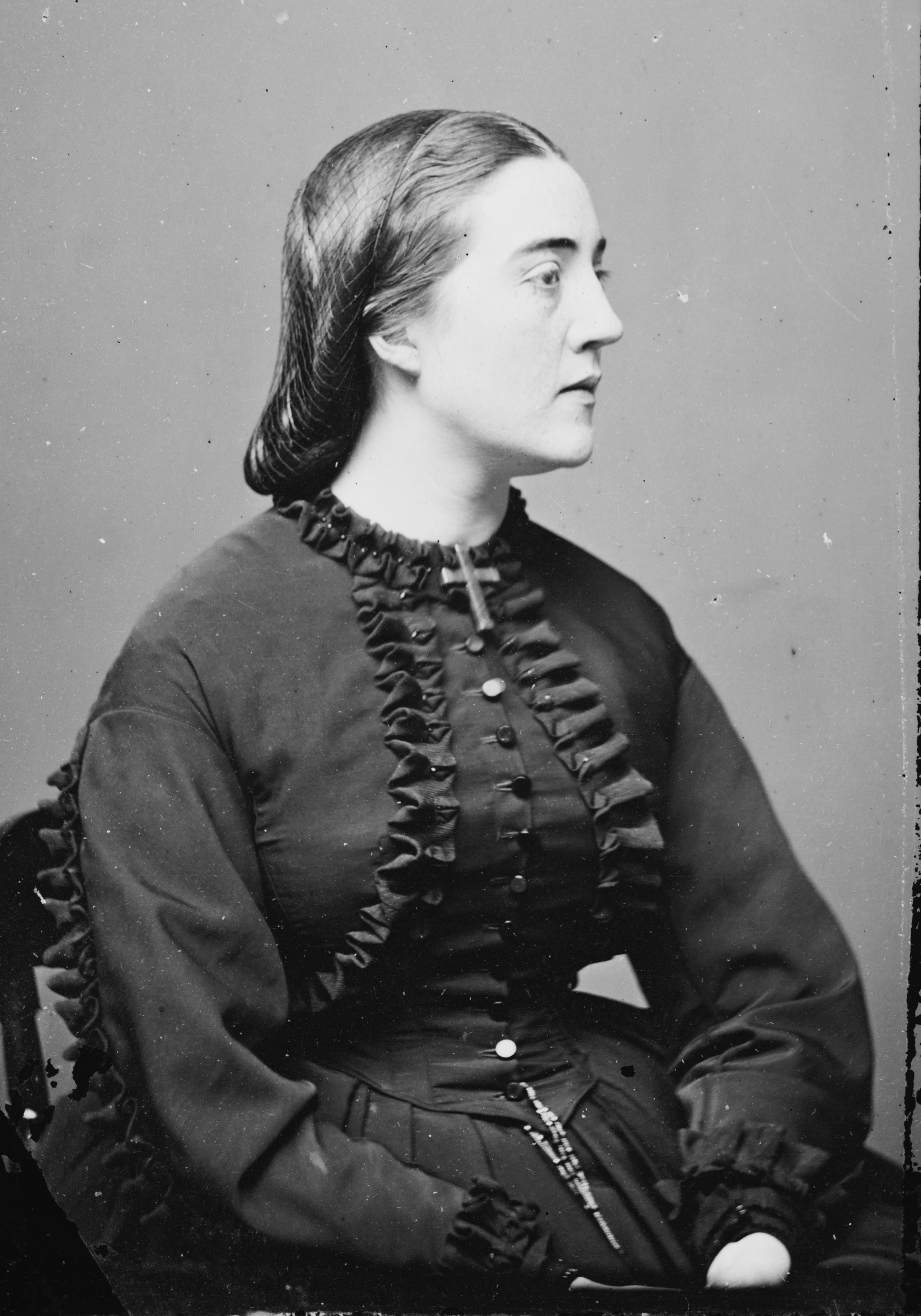
Adele Cutts, vers 1860.

En mars 1847, Stephen épousa Martha Martin, la fille de 21 ans du riche colonel Robert Martin de Caroline du Nord. L'année après leur mariage, le père de Martha est décédé et il hérita d'une plantation de coton de 2 500 acres avec 100 esclaves sur la rivière des Perles dans le comté de Lawrence, dans le Mississippi. Il a nommé Douglas le gestionnaire immobilier, mais, en tant que sénateur de l'État libre de l'Illinois, et avec des aspirations présidentielles, Douglas a trouvé que la plantation du Sud présentait des difficultés. Il a créé de la distance en embauchant un gestionnaire pour exploiter la plantation, tout en utilisant ses 20% des revenus alloués pour faire avancer sa carrière politique. Sa seule longue visite au Mississippi était en 1848, et il n'a fait que de brefs voyages d'urgence par la suite.
Les jeunes mariés ont déplacé leur maison de l'Illinois de Springfield à Chicago en pleine croissance à l'été de 1847. Ils ont eu deux fils: Robert M. Douglas (1849–1917) et Stephen Arnold Douglas, Jr., (1850–1908). Martha Douglas est décédée le 19 janvier 1853, après la naissance de son troisième enfant, une fille. La fille est décédée quelques semaines plus tard et Douglas et les deux garçons étaient dépourvus.
Le 20 novembre 1856, Douglas s'est marié une deuxième fois avec Adele Cutts, une femme du sud de Washington, âgée de 20 ans. Elle était la fille de James Madison Cutts, neveu de l'ancien président James Madison, et Ellen O'Neal, une nièce de Rose O'Neal Greenhow. Sa mère était issue d'une famille catholique du Maryland et a élevé Adele en tant que catholique. Avec l'approbation de Stephen, elle a fait baptiser ses deux fils catholiques et a grandi dans cette foi. Elle a fait une fausse couche en 1858 et est tombée malade. L'année suivante, Adele a donné naissance à une fille, Ellen, qui n'a vécu que quelques semaines.

## Sénateur

### Début de carrière

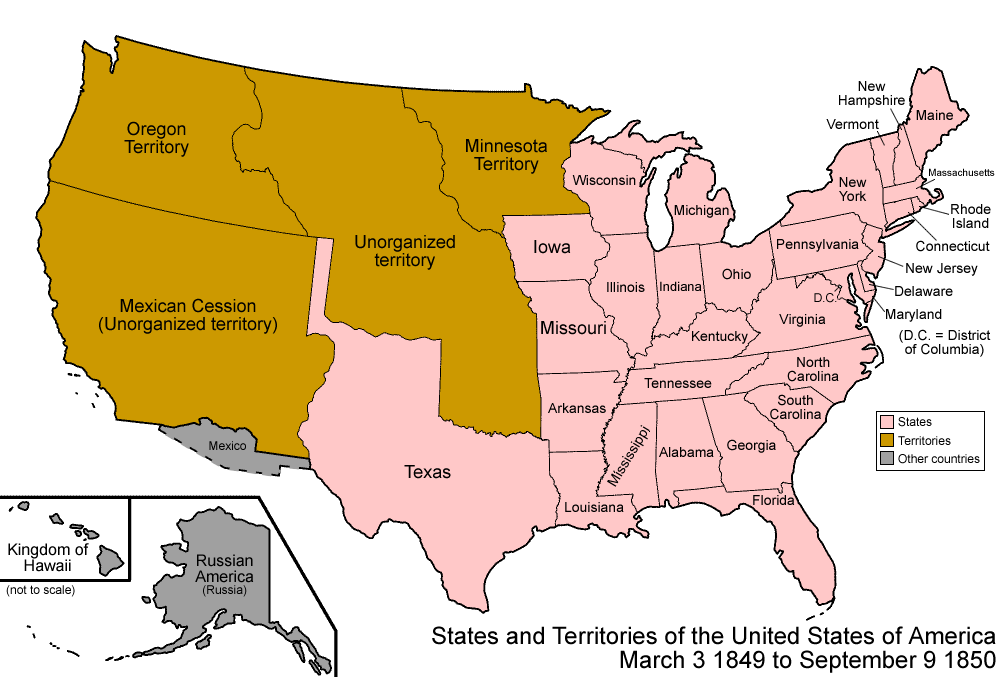
Les États-Unis en 1849, avec les revendications du Texas sur le Nouveau-Mexique

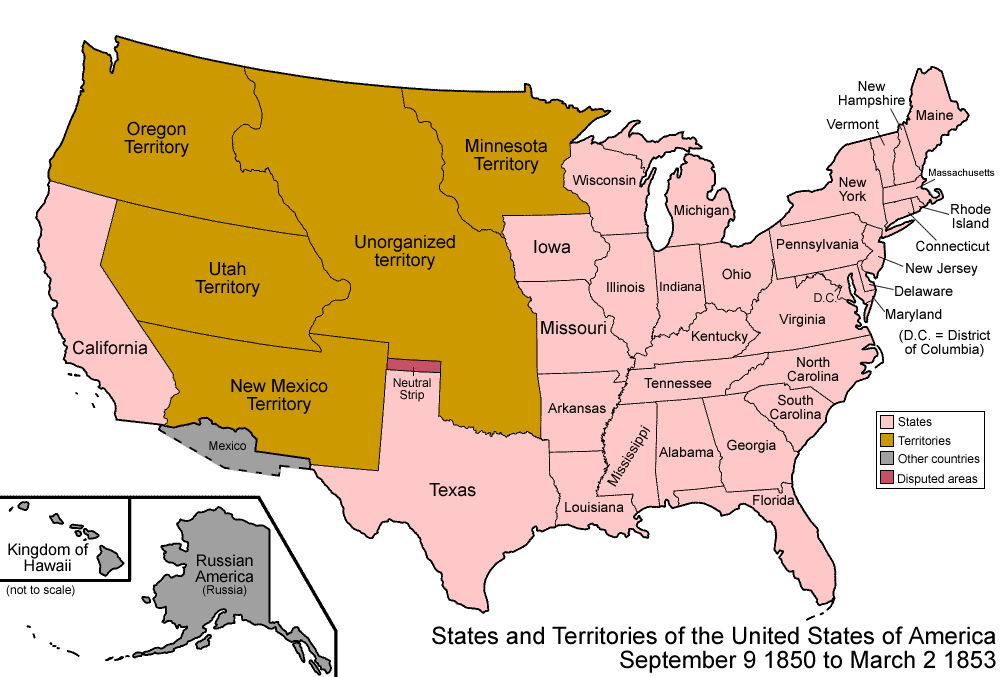
Les Etats Unis après le Compromis de 1850.

Douglas a été réélu à la Chambre des représentants en 1846, mais la législature de l'État l'a élu au Sénat des États-Unis au début de 1847. Les États-Unis ont vaincu le Mexique dans la guerre américano-mexicaine et acquis la Cession mexicaine dans le traité de Guadalupe Hidalgo de 1848. Après la guerre, Douglas a tenté d'éviter le débat sur la Clause Wilmot en admettant immédiatement le territoire acquis au Mexique comme un seul et immense État. Sa proposition aurait permis aux habitants du nouvel État de déterminer eux-mêmes le statut de l'esclavage, mais les habitants du Nord comme ceux du Sud ont rejeté le plan.
En 1850, le Sénateur Henry Clay a présenté une proposition en plusieurs parties pour admettre la Californie en tant qu'État libre, établir les territoires du Nouveau-Mexique et de l'Utah, interdire la traite des esclaves dans le District de Columbia et adopter une loi sur les esclaves fugitifs plus stricte. La proposition, qui constituerait la base de ce que l'on pourrait éventuellement appeler le compromis de 1850, obligeait également le Texas à céder ses créances sur le Nouveau-Mexique en échange d'un allégement de sa dette. Après l'effondrement apparent du projet de loi, Clay a pris un congé temporaire du Sénat, et Douglas a pris l'initiative de plaider pour un compromis basé en grande partie sur les propositions de Clay. Plutôt que d'adopter les propositions comme un seul projet de loi, comme Clay avait initialement cherché à le faire, Douglas chercherait à adopter chaque proposition une par une. Le compromis a rencontré une forte opposition de la part des habitants du Nord comme William Seward, qui favorisait la Clause Wilmot et attaquait la disposition des esclaves fugitifs, et des habitants du Sud comme John C. Calhoun, qui s'opposaient à la création de nouveaux États libres. Avec l'aide du président Millard Fillmore, Douglas a constitué une coalition bipartite de whigs et démocrates qui a adopté le compromis au Sénat . Avec Fillmore et d'autres partisans du compromis, le lobbying de Douglas a contribué à faire en sorte que le compromis soit également adopté par la Chambre des représentants . Fillmore a signé les projets de loi de compromis, mettant fin à la crise institutionnelle.
Le rôle de Douglas dans l'adoption du compromis lui a donné la stature d'un leader national et il a bénéficié du soutien du mouvement Young America, qui favorisait les politiques expansionnistes vers l'ouest.
Douglas a aidé à faire passer un projet de loi accordant des droits de passage à l'Illinois Central Railroad, qui relierait par voie ferrée Chicago à Mobile, en Alabama. Il envisageait un pays-continent, relié par des chemins de fer et des voies navigables, l'Illinois servant de porte d'entrée vers l'Ouest. « Il y a un pouvoir dans cette nation plus grand que le Nord ou le Sud ... ce pouvoir est le pays connu sous le nom de grand Occident », a-t-il déclaré. Bien qu'il ait publiquement nié tout intérêt à se présenter à l'élection présidentielle de 1852, Douglas a travaillé dans les coulisses pour construire une base de soutien. La Convention nationale démocratique de 1852 a tenu plusieurs scrutins présidentiels, avec des délégués répartis entre Douglas, l'ancien secrétaire d'État James Buchanan de Pennsylvanie, le candidat à la présidence de 1848 Lewis Cass du Michigan et l'ancien Secrétaire à la Guerre William L. Marcy de New York. La nomination nécessitait le soutien des deux tiers des délégués, et aucun des principaux candidats n'obtenait ce niveau de soutien. Au 49e tour de scrutin, la convention a nommé un candidat de compromis, l'ancien sénateur Franklin Pierce du New Hampshire. Malgré sa déception de perdre l'investiture, Douglas a fait campagne pour Pierce à travers le Midwest. Pierce a ensuite battu le candidat whig Winfield Scott lors de l'élection présidentielle de 1852, tandis que Douglas était réélu au Sénat.

### Sous Pierce
Après l'élection, Douglas s'attendait à avoir une influence sur la sélection du cabinet de Pierce et, éventuellement, à recevoir lui-même une nomination au cabinet. Défiant ces attentes, Pierce a largement ignoré Douglas et a plutôt donné des postes clés à des rivaux de Douglas, dont Buchanan et Jefferson Davis. Après la mort de sa fille au début de 1853, Douglas a fait une tournée de cinq mois en Europe. De retour au Sénat à la fin de 1853, Douglas a d'abord cherché à éviter de prendre le devant de la scène dans les débats nationaux, mais il a de nouveau été impliqué dans des différends sectoriels découlant de la question de l'esclavage dans les territoires. Afin de permettre l'expansion vers l'ouest et l'achèvement d'un chemin de fer transcontinental, Douglas a favorisé l'incorporation de parties du vaste territoire non organisé situé à l'ouest de la rivière Missouri et à l'est des Montagnes Rocheuses. En janvier 1854, il propose d'organiser deux nouveaux territoires: le Territoire du Nebraska, situé à l'ouest de l'Iowa, et le Territoire du Kansas, situé au sud du territoire du Nebraska et à l'ouest du Missouri. Selon la doctrine de la souveraineté populaire, les citoyens de chaque territoire détermineraient le statut de l'esclavage. Douglas a également accepté à contrecœur un amendement qui prévoirait l'abrogation officielle du compromis du Missouri. Aidé de Jefferson Davis, Douglas a convaincu le président Pierce de soutenir sa proposition.
La proposition de Douglas, qui allait devenir le Kansas-Nebraska Act, a provoqué une forte réaction dans le Nord, où l'abrogation du compromis du Missouri était impopulaire. Douglas a fait valoir que le compromis de 1850 avait déjà remplacé le compromis du Missouri et a fait valoir que les citoyens des territoires devraient avoir le droit de déterminer le statut de l'esclavage. Les opposants à la souveraineté populaire ont attaqué sa prétendue équité; Abraham Lincoln a affirmé que Douglas "n'a pas une impression très vivante que le Noir est humain; et par conséquent n'a aucune idée qu'il peut y avoir une question morale à légiférer à son sujet". Néanmoins, la loi Kansas-Nebraska a été adoptée dans les deux chambres du Congrès, quoique de façon étroite à la Chambre des représentants. À la Chambre et au Sénat, tous les Whigs du Nord ont voté contre la loi Kansas-Nebraska, tandis qu'un peu moins de la moitié des démocrates du Nord et la grande majorité des membres du Congrès du Sud des deux partis ont voté pour la loi. Les opposants du Nord à l'acte l'ont vu comme un triomphe pour la puissance esclave détestée. Douglas avait espéré que la loi Kansas-Nebraska aiderait à apaiser les tensions entre les sections, et il a été surpris par l'intensité du contrecoup du Nord à sa proposition et à Douglas lui-même. Il s'est souvenu plus tard : « Je pouvais voyager de Boston à Chicago à la lumière de ma propre effigie ».
Les démocrates ont subi des pertes importantes lors des élections de 1854, qui ont vu l'émergence du mouvement nativiste Know Nothing et du Parti républicain anti-esclavagiste. La législature de l'Illinois a remplacé le sénateur James Shields, un allié de Douglas, par Lyman Trumbull, un démocrate anti-esclavagiste. Après l'adoption de la loi Kansas-Nebraska, les colons anti-esclavagistes et pro-esclavagistes ont afflué vers le territoire du Kansas afin d'influencer si le Kansas serait un État libre ou un État esclavagiste. Une série d'affrontements violents, connus sous le nom de Bleeding Kansas, a éclaté entre les forces anti-esclavagistes et pro-esclavagistes sur le territoire, et les deux parties ont établi des gouvernements concurrents. Douglas a publié un rapport de comité qui approuvait le gouvernement pro-esclavagiste en tant que gouvernement légitime du Kansas et dénonçait les forces anti-esclavagistes comme la principale cause de la violence. Des militants anti-esclavagistes comme Charles Sumner ont attaqué Douglas pour le rapport ; un journal du Nord a écrit : « Douglas a le cerveau, mais le diable aussi, comme l'avait Judas et Benedict Arnold ». Alors que la crise au Kansas se poursuivait, le Parti Whig s'est effondré et de nombreux anciens Whigs ont rejoint le Parti républicain, le Know Nothing ou, dans le Sud, le Parti démocrate.
Au début de 1856, Douglas s'est inséré et le débat entourant la loi Kansas-Nebraska dans l'élection du maire de Chicago, où Douglas a fortement soutenu le démocrate pro-Nebraska Thomas Dyer. Dyer a finalement remporté l'élection.
Bleeding Kansas a gravement endommagé la position de Pierce parmi les dirigeants du Parti démocrate, et Pierce, Douglas et Buchanan ont concouru pour la nomination présidentielle à la Convention nationale démocratique de 1856. Le plus grand avantage de Buchanan sur ses rivaux était qu'il avait été en Grande-Bretagne pendant la majeure partie de la présidence de Pierce, et avait ainsi évité de s'impliquer dans le débat sur la loi Kansas-Nebraska. Après que Buchanan ait mené les quatorze premiers tours de scrutin de la convention, Pierce a abandonné la course et a approuvé Douglas. Après avoir été incapable de prendre la tête au seizième tour de scrutin, Douglas s'est retiré de la course et la convention a nommé Buchanan. Comme en 1852, Douglas accepte la défaite et fait campagne au nom du candidat démocrate. Dans une course de trois personnes, Buchanan a battu le candidat républicain John C. Frémont et le candidat Know Nothing Millard Fillmore. Buchanan a dominé dans le Sud, mais Frémont a remporté plusieurs États du Nord et l'allié de Douglas William Alexander Richardson a perdu l'élection de gouverneur de l'Illinois en 1856.

### Sous Buchanan
Douglas et Buchanan avaient une inimitié de longue date, mais Douglas espérait que ses efforts en faveur de Buchanan lors des élections de 1856 seraient récompensés par une influence dans la nouvelle administration. Cependant, comme cela avait été le cas dans l'administration Pierce, Buchanan a largement ignoré Douglas lors de la nomination. Peu de temps après l'entrée en fonction de Buchanan, la Cour suprême a rendu la décision Dred Scott, qui déclarait que l'esclavage ne pouvait pas être légalement exclu des territoires fédéraux. Bien que la décision ait été impopulaire auprès de nombreux habitants du Nord, Douglas a exhorté les Américains à la respecter, affirmant que « quiconque résiste à la décision finale du plus haut tribunal judiciaire vise un coup mortel à l'ensemble de notre système républicain de gouvernement ». Il approuve un autre aspect de la décision, selon laquelle les Afro-Américains ne peuvent pas être des citoyens, déclarant que les Pères fondateurs « se réfèrent uniquement à la race blanche, et non aux Africains, lorsqu'ils déclarent que les hommes ont été créés libres et égaux ».
À la fin de 1857, la législature d'État pro-esclavagiste de Lecompton, au Kansas, organisa un référendum constitutionnel sur l'avenir de l'esclavage. Les forces anti-esclavagistes ont boycotté le référendum parce que les deux options présentées exigeaient que les esclaves déjà dans l'État restent esclaves quel que soit le résultat du vote. Le gouverneur territorial Robert J. Walker a dénoncé le référendum comme une « vile fraude », et de nombreux démocrates du Nord se sont joints aux républicains pour s'opposer au référendum. Néanmoins, la législature de l'État a présenté la Constitution de Lecompton au président Buchanan, qui a approuvé la constitution et a appelé le Congrès à la ratifier. Buchanan a déclaré : « Le Kansas est donc en ce moment autant un État esclave que la Géorgie et la Caroline du Sud ». Après avoir rencontré Walker, Douglas a rompu avec Buchanan et a déclaré que la constitution était une « soumission frauduleuse », promettant de « lui résister jusqu'au dernier ». Malgré les efforts de Douglas, l'administration Buchanan a obtenu l'approbation du Congrès pour admettre le Kansas comme État esclave. Frustrant les plans de Buchanan, la nouvelle législature anti-esclavagiste du Kansas rejeta l'admission en tant qu'État esclave en avril 1858. Dans le Sud, Douglas reçut la majeure partie du blâme pour le refus d'admission du Kansas ; un journal a écrit que Douglas avait rompu « les liens qui avaient jusqu'ici lié cet homme d'État capable et le peuple du Sud dans une alliance aussi cordiale ».

#### Débats Lincoln - Douglas

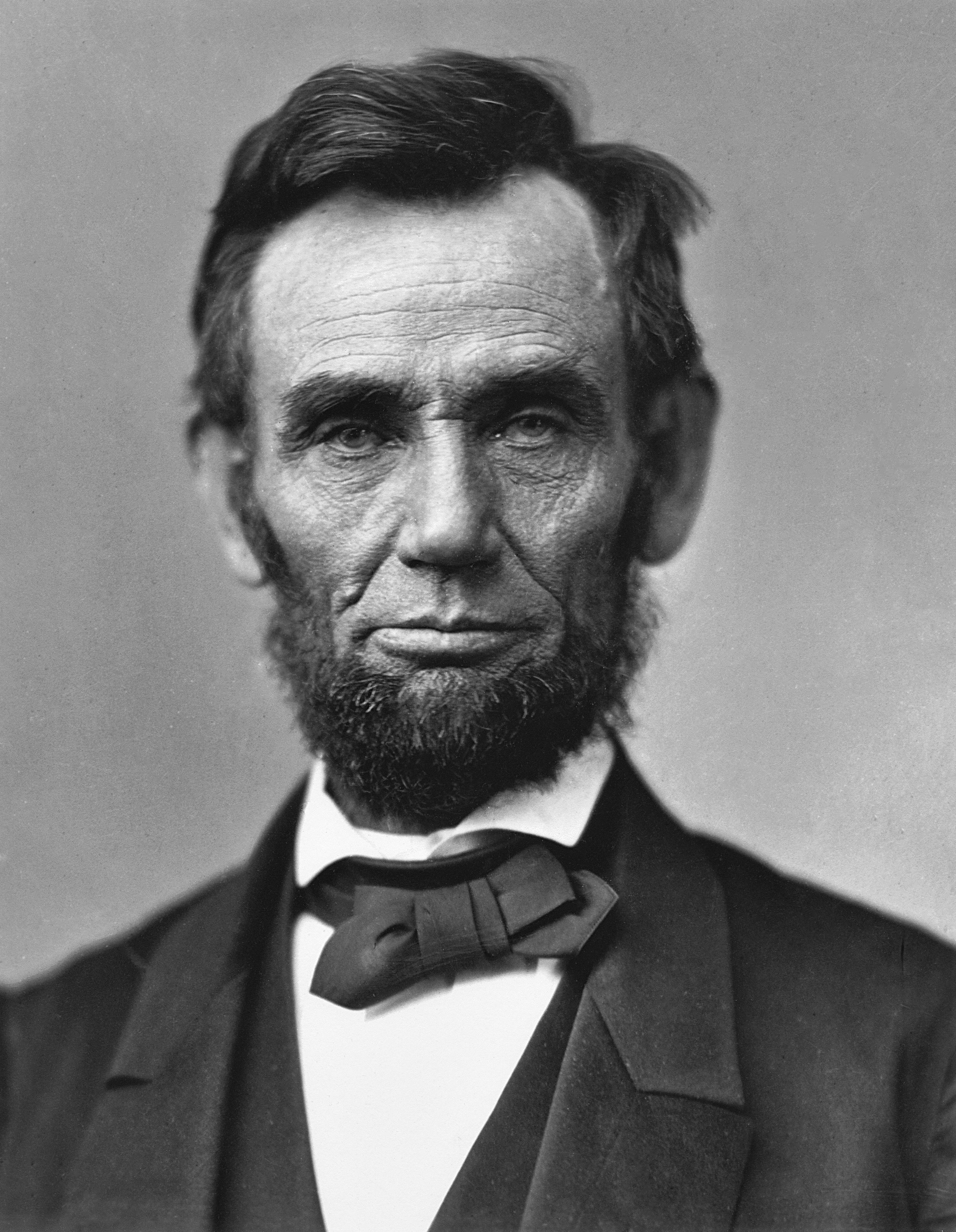
Abraham Lincoln était l'adversaire de Douglas aux élections sénatoriales de 1858 dans l'Illinois et à l'élection présidentielle de 1860.

Après sa défaite contre Lyman Trumbull aux élections du Sénat de 1856, Abraham Lincoln a commencé à planifier de se présenter contre Douglas aux élections du Sénat de 1858. Lincoln a fermement rejeté les propositions de coopération avec Douglas contre Buchanan, et il a remporté la nomination républicaine pour s'opposer à Douglas. Acceptant la nomination, Lincoln prononça son discours divisé en disant : « Une maison divisée contre elle-même ne peut pas subsister. Je crois que ce gouvernement ne peut pas durer, à moitié en permanence esclave et à moitié libre. Je ne m'attends pas à ce que l'Union soit dissoute. Maison à tomber, mais je m'attends à ce qu'elle cesse d'être divisée. Elle deviendra toute une chose ou toute autre. » Douglas a rejeté l'idée de Lincoln selon laquelle les États-Unis ne pouvaient pas continuer d'être divisés en États libres et en États esclavagistes, et a averti que Lincoln appelait à « une guerre de sécession, une guerre du Nord contre le Sud, des États libres contre les États esclavagistes ».

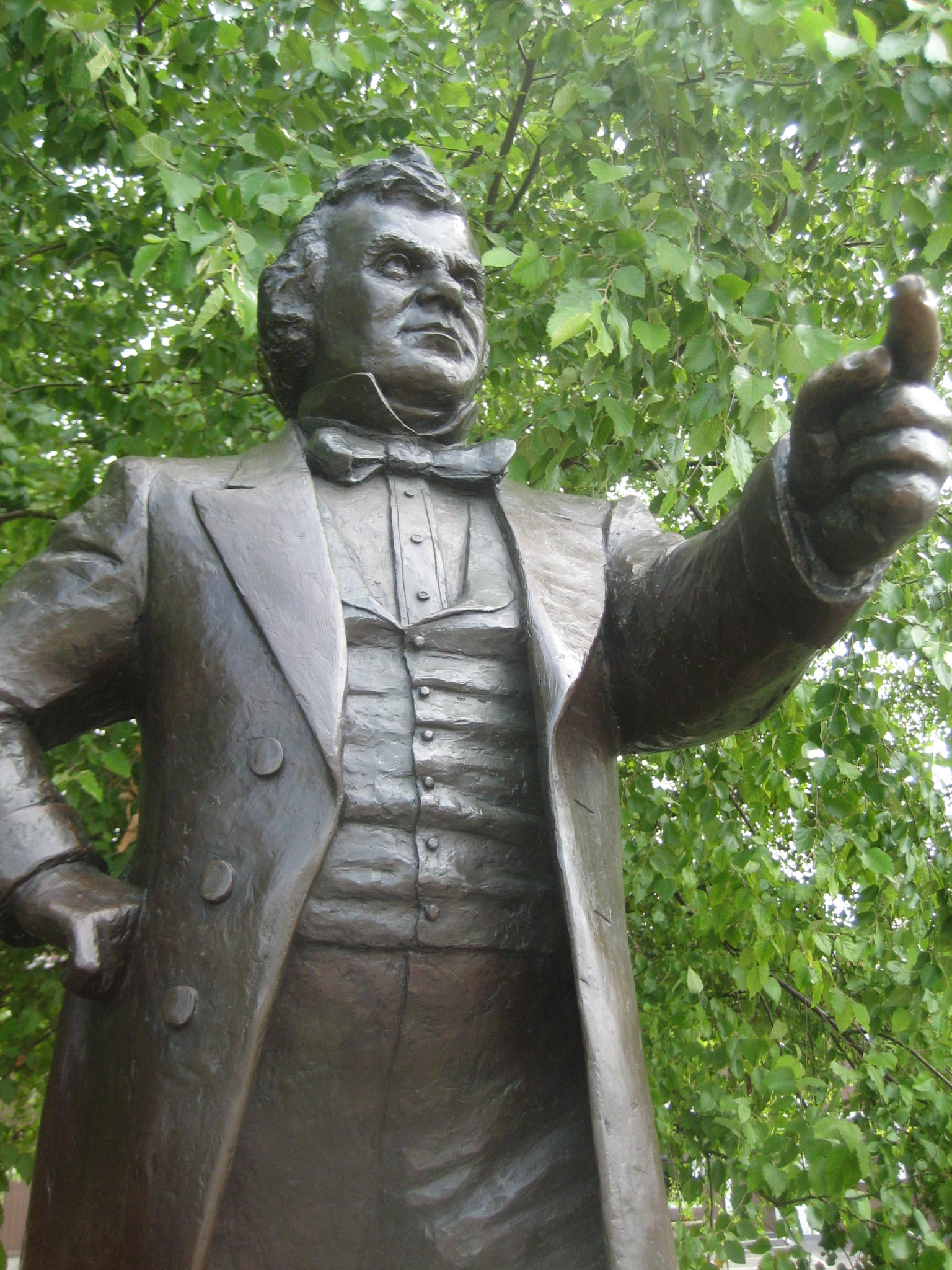
Statue de Douglas sur le site des débats de 1858 à Freeport, dans l'Illinois.

Lincoln et son entourage ont commencé à suivre Douglas dans l'État, faisant campagne dans le sillage du sénateur. Finalement, Douglas a accepté de débattre de Lincoln dans sept lieux différents à travers l'État. Le format des Débats Lincoln-Douglas prévoyait qu'un candidat prononce un discours d'ouverture d'une heure, suivi par l'autre candidat prononçant une réfutation de quatre-vingt-dix minutes, suivi du premier candidat prononçant une demi-heure de clôture; Lincoln et Douglas sont convenus de faire la rotation de ceux qui parleraient dans les deux créneaux horaires. Les débats ont porté sur la question de l'esclavage dans les territoires et, plus largement, sur le sens du républicanisme aux États-Unis. Douglas privilégie la souveraineté populaire et met l'accent sur le concept d'autonomie gouvernementale, bien que sa vision de l'autonomie gouvernementale ne concerne que les Blancs. Lincoln, quant à lui, a mis l'accent sur l'égalité humaine et les opportunités économiques pour tous.
Dans le deuxième débat, Douglas a articulé la doctrine de Freeport, soutenant que les habitants des territoires fédéraux avaient « les moyens légaux d'introduire [l'esclavage] ou de l'exclure à leur guise, parce que l'esclavage ne peut exister un jour ou une heure n'importe où, sauf s'il est soutenu par les règlements de police locaux. Ces règlements de police ne peuvent être établis que par le législateur local; et si les gens sont opposés à l'esclavage, ils éliront des représentants à cet organisme qui, par une législation hostile, empêcheront effectivement son introduction en leur sein » Ainsi, Douglas a fait valoir que les territoires pouvaient effectivement exclure l'esclavage malgré la décision Dred Scott. Lors d'une autre comparution, Douglas a réitéré sa conviction que la Déclaration d'indépendance n'était pas censée s'appliquer aux non-blancs. Il a dit, « ce gouvernement a été fait par nos pères sur la base des blancs ... fait par des hommes blancs au profit des hommes blancs et de leur postérité pour toujours ».
Pour sa part, Lincoln a critiqué Douglas pour son indifférence morale à l'esclavage, mais a nié toute intention d'ingérence dans l'esclavage dans le Sud. Il a suggéré que, malgré la rupture publique entre Douglas et Buchanan au sujet du Kansas, les deux démocrates avaient travaillé ensemble pour étendre et perpétuer l'esclavage. Lincoln a démenti les vues radicales pour le moment sur l'égalité raciale qui lui étaient attribuées par Douglas, plaidant uniquement pour le droit des Afro-Américains à la liberté personnelle et à gagner leur vie. Il a déclaré : « Je ne suis pas, et je n'ai jamais été en faveur de faire des électeurs des nègres ou des jurés, ou de les qualifier pour occuper un poste, ou de les obliger à se marier avec des blancs. » Lors d'un autre débat, Lincoln a déclaré : « Je crois que l'esclavage est mauvais ... Il y a la différence entre le juge Douglas et ses amis et le Parti républicain. »
Après le débat final, les électeurs de l'Illinois se sont rendus aux urnes pour le jour du scrutin. Lors d'une élection qui a connu un taux de participation plus élevé que celui de l'élection présidentielle de 1856, les démocrates ont remporté 54 des 100 sièges de la législature de l'État. Malgré la scission avec Buchanan et le fort défi de Lincoln, la législature de l'État a élu le sénateur Douglas pour un troisième mandat en janvier 1859. Après les élections, Douglas a fait le tour du Sud. Il a mis en garde contre le sectionnalisme et la sécession, disant à une foule : « Si vous jugez que la trahison des abolitionnistes fait appel aux passions et aux préjugés du Nord, combien moins de trahison, mes amis, pour les hommes du Sud de faire appel aux passions avec les mêmes fins ? »

### Élection présidentielle de 1860

#### Nomination

Douglas (bleu foncé) avait le soutien de la plupart des délégués du Nord lors du premier scrutin présidentiel de la.

La réélection de Douglas en 1858 renforce sa position en tant que candidat principal à la nomination démocrate à l'élection présidentielle de 1860. Son soutien était concentré dans le Nord, en particulier dans le Midwest, bien que certains sudistes syndicalistes comme Alexander Stephens aient sympathisé avec sa cause. Douglas est resté en mauvais termes avec le président Buchanan, et sa doctrine de Freeport a encore aliéné de nombreux sénateurs du Sud. Au début du 36e Congrès des États-Unis (en), Buchanan et ses alliés du Sud ont destitué Douglas du poste de président du Comité sénatorial des territoires. Douglas a aidé à vaincre une tentative de passer un code fédéral des esclaves, mais a vu son propre projet de loi pour établir des universités de concession de terres agricoles opposé par un veto de Buchanan.
La Convention nationale démocratique de 1860 a ouvert ses portes à Charleston, en Caroline du Sud, le 23 avril 1860. Les journaux de la ville ont attaqué Douglas en tant que « Démagogue de l'Illinois », mais Douglas était déterminé à maintenir sa doctrine de souveraineté populaire, disant à un partisan « Je ne le fais pas avec l'intention de faire la paix avec mes ennemis, ni de faire une concession d'un iota de principe ». À la suite d'un précédent établi de longue date, Douglas lui-même n'a pas assisté à la convention, et les forces pro-Douglas à la convention étaient dirigées par William Alexander Richardson. Les autres délégués étaient divisés en deux grandes factions : les alliés de Buchanan, qui étaient dirigés par un quatuor de sénateurs, et un groupe plus extrême de délégués du Sud connus sous le nom de Fire-Eaters, qui étaient dirigés par William Lowndes Yancey. Après une bataille controversée sur l'inclusion de la souveraineté populaire ou d'un code fédéral des esclaves dans la plate-forme du parti, plusieurs délégations du Sud ont quitté la convention. La convention a ensuite tenu plusieurs tours de scrutin présidentiel, et même si Douglas a reçu de loin le plus de soutien de la part des candidats, il est loin d'avoir la majorité nécessaire des deux tiers des délégués. Après qu'une soixantaine de bulletins de vote n'aient pas réussi à désigner un candidat, les délégués ont accepté d'ajourner la convention et de se réunir à nouveau à
Baltimore en juin.
Dans les semaines précédant la deuxième convention démocrate, un groupe d'anciens Whigs et Know Nothings a formé le Parti de l'Union constitutionnelle et a nommé John Bell président. Bell a fait campagne sur une plate-forme simple qui mettait l'accent sur le syndicalisme et cherchait à minimiser le rôle de l'esclavage, mais il a reçu peu de soutien en dehors du Sud. [La citation nécessaire] Le vieil adversaire de Douglas, Abraham Lincoln. La convention démocrate s'est réunie à nouveau à Baltimore le 18 juin, et la plupart des délégués du Sud ont encore une fois verrouillé la convention. La convention démocrate croupion a nommé Douglas par une écrasante majorité. Le parti a initialement proposé la nomination vice-présidentielle à Benjamin Fitzpatrick, mais après le refus de Fitzpatrick, Herschel Vespasian Johnson de Géorgie a accepté de servir de colistier de Douglas. Pendant ce temps, les démocrates du Sud ont tenu leur propre congrès à Baltimore et ont nommé le vice-président John C. Breckinridge à la présidence. Breckinridge lui-même n'a pas ouvertement soutenu la sécession, mais il a reçu le soutien de Fire-Eaters comme Jefferson Davis. Douglas a rejeté les efforts pour coopérer avec Breckinridge, arguant que « tout compromis avec les sécessionnistes ... donnerait tous les États du Nord à Lincoln ». L'élection de 1860 devint essentiellement deux concours, Breckinridge et Bell se disputant le Sud et Lincoln et Douglas se disputant le Nord.

#### Élection générale

Douglas a été vaincu par Abraham Lincoln lors de l'élection présidentielle de 1860, alors qu'il gagnait les votes électoraux de seulement deux États.

Douglas a rompu avec le précédent selon lequel les candidats à la présidentielle ne font pas campagne, et il a prononcé des discours dans le nord-est des États-Unis après avoir remporté la nomination. Sentant une opportunité dans le nord du Sud, il a également fait campagne en Virginie et en Caroline du Nord avant de faire campagne dans les États indécis de la Pennsylvanie, de l'Ohio et de l'Indiana. Alors que de nombreux républicains ne prenaient pas au sérieux le discours de la sécession, Douglas a averti que certains dirigeants du Sud chercheraient une sécession immédiate après les élections. À Raleigh, en Caroline du Nord, il a déclaré : « Je suis favorable à l'exécution de bonne foi de chaque clause et disposition de la Constitution et à la protection de tous les droits qui en découlent, puis à la pendaison de tout homme qui prend les armes contre elle! ». Son trésorier de campagne, August Belmont, Sr., a eu du mal à lever des fonds pour une candidature que beaucoup considéraient comme une cause perdue. Peu de journaux ont approuvé Douglas, la principale exception étant le New York Herald de James Gordon Bennett Sr..
La scission en Pennsylvanie entre les partisans de Douglas et les partisans de Buchanan a aidé à livrer cet État à Lincoln, et les républicains ont également remporté l'Ohio et l'Indiana. Chacun de ces États a tenu ses élections en octobre, ce qui signifie que plusieurs États n'avaient pas encore voté, mais Douglas a reconnu que la victoire aux élections était impossible sans ces États. Sans espoir de victoire aux élections, il a décidé de faire une nouvelle tournée dans le Sud afin de dénoncer la sécession. « M. Lincoln est le président », a-t-il déclaré, « nous devons essayer de sauver l'Union. Je vais aller vers le sud ». À Saint-Louis, il a déclaré à l'audience : « Je ne suis pas ici ce soir pour vous demander votre vote pour la présidence. Je suis ici pour vous lancer un appel au nom de l'Union et de la paix du pays ». Malgré les dénonciations de divers journaux locaux, il a poursuivi son voyage vers le sud, s'exprimant contre la sécession au Tennessee, en Géorgie et en Alabama.
En fin de compte, le Missouri était le seul État porté par Douglas, bien qu'il ait également remporté trois des sept votes électoraux du New Jersey. Bell a gagné la Virginie, le Kentucky et le Tennessee, Breckinridge a balayé les États du Sud restants et Lincoln a remporté la Californie, l'Oregon et tous les électeurs du Nord à l'extérieur du New Jersey. Bien que Douglas ait terminé à la dernière place du vote électoral, il a remporté le deuxième plus grand total de votes populaires et a été le seul candidat à remporter des votes électoraux à la fois dans un État libre et dans un État esclavagiste. Après la victoire de Lincoln, beaucoup dans le Sud ont commencé à faire des plans de sécession. Un associé de Douglas dans le Sud lui a écrit, déclarant : « avec votre défaite, la cause de l'Union a été perdue ».

### Derniers mois

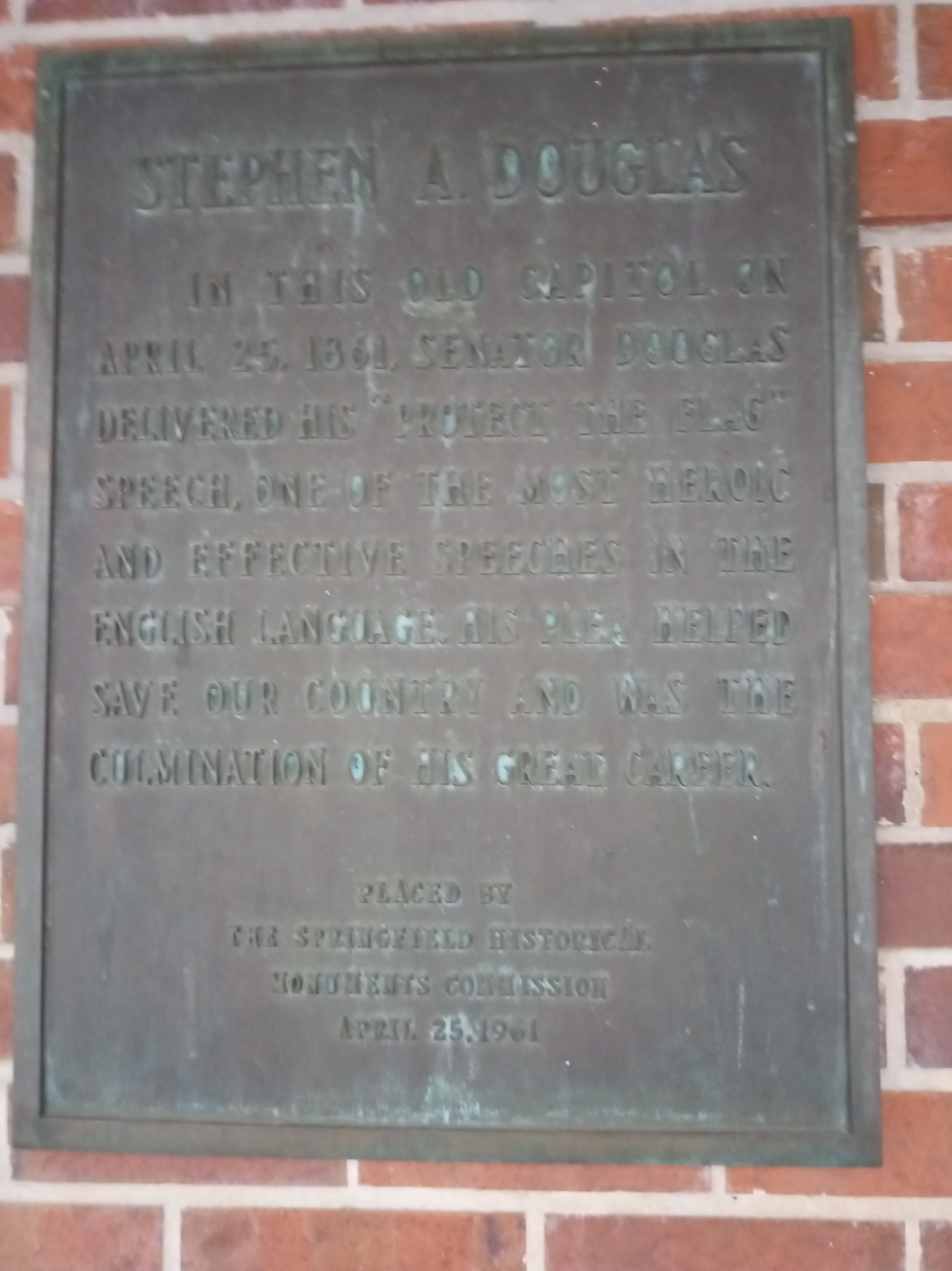
Plaque au Old State Capitol à Springfield, Illinois, commémorant le discours de Douglas «Protect the Flag» du 25 avril 1861.

Après les élections, Douglas est retourné au Sénat, où il a cherché à empêcher l'éclatement des États-Unis. Il a rejoint un comité spécial de treize sénateurs, dirigé par John J. Crittenden, qui a cherché une solution législative aux tensions sectionnelles croissantes entre le Nord et le Sud. Il a soutenu le Compromis de Crittenden, qui appelait à une série d'amendements constitutionnels qui consacreraient la ligne de compromis du Missouri dans la constitution, mais le compromis de Crittenden a été défait en comité par une combinaison de républicains et d'extrémistes du Sud. Jusqu'à Noël 1860, Douglas écrivit à Alexander Stephens et proposa de soutenir les territoires acquis sur le Mexique comme esclavagistes afin d'éviter la sécession. La Caroline du Sud a voté pour faire sécession le 20 décembre 1860, et cinq autres États du Sud avaient fait de même à la mi-janvier. En février 1861, Jefferson Davis a pris ses fonctions de président des États confédérés d'Amérique, qui se composaient de plusieurs États du Sud qui avaient décidé de se séparer des États-Unis.
Douglas a vainement sollicité le soutien du président élu Lincoln pour la Conférence de paix de 1861, une autre tentative pour empêcher la sécession. Lincoln n'était pas disposé à soutenir la conférence, mais Douglas a décrit sa rencontre avec Lincoln comme « particulièrement agréable ». Opposant de longue date au protectionnisme, il a voté contre le tarif Morrill, appelant plutôt à une union douanière avec le Canada, le Mexique, Cuba et l'Amérique centrale. Douglas a félicité le premier discours inaugural de Lincoln, le décrivant comme « une offrande de paix plutôt qu'un message de guerre » au Sud. Après l'attaque confédérée de Fort Sumter en avril 1861, Lincoln décida de proclamer un état de rébellion et d'appeler 75 000 soldats pour le supprimer. Douglas a rencontré Lincoln en privé, a examiné la proclamation avant sa publication et l'a approuvée complètement. Il a suggéré un seul changement : Lincoln devrait appeler 200 000 soldats, pas seulement 75 000. « Vous ne connaissez pas les intentions malhonnêtes de ces hommes aussi bien que moi », a-t-il dit. À un ami, il a déclaré : « Je connais M. Lincoln depuis plus longtemps que vous ou par le pays. Il s'en sortira bien et nous serons tous à ses côtés. » Fin avril, Douglas a quitté Washington pour le Midwest, où il a rallié le soutien à la cause de l'Union.

## Mort

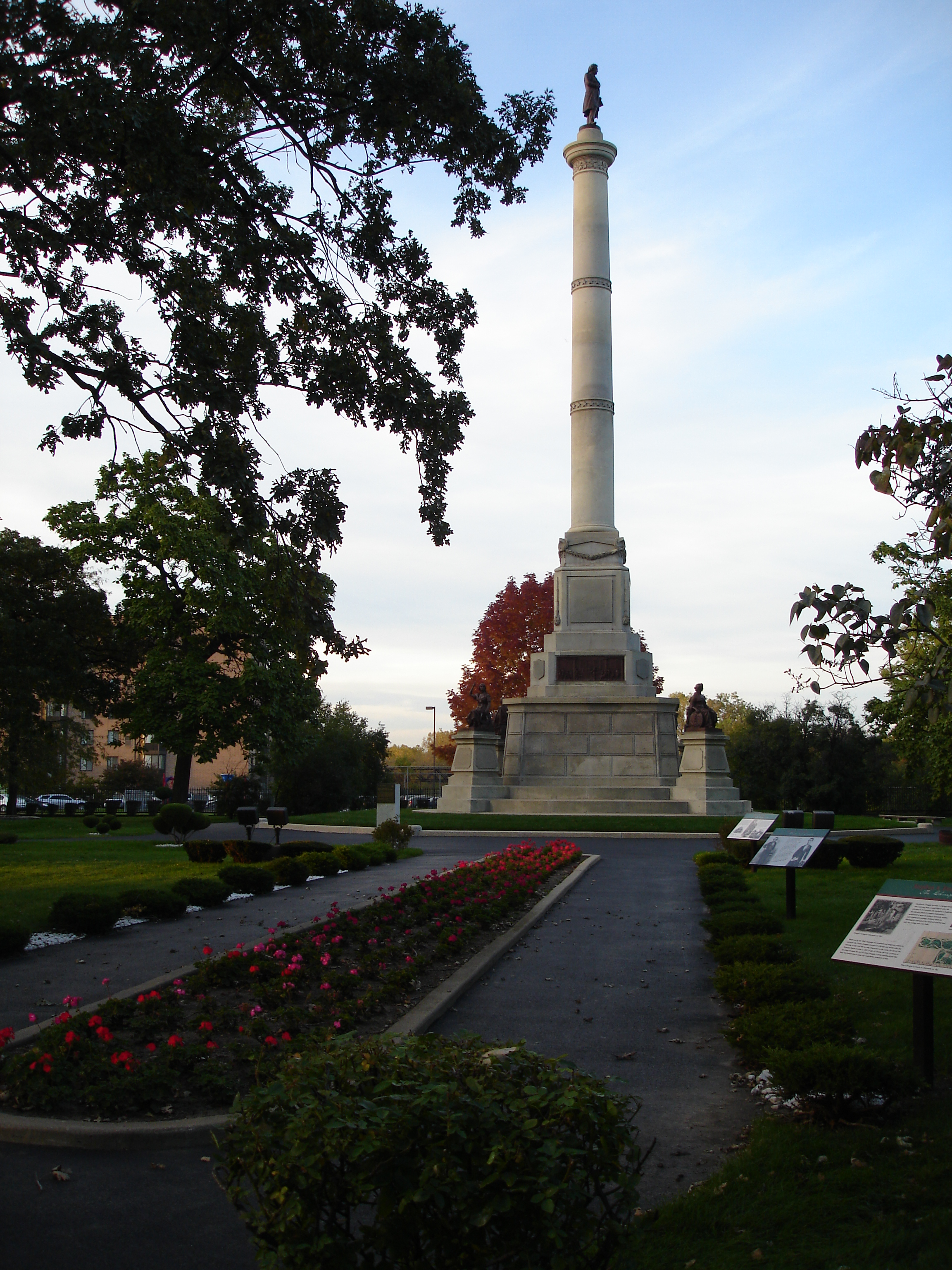
tombe du Sénateur Douglas

Douglas a été frappé par la maladie en mai 1861 et confiné dans son lit. Bien que ses partisans s'attendaient initialement à une guérison rapide, Douglas a contracté la fièvre typhoïde et a souffert de plusieurs autres afflictions. Il est décédé le 3 juin le même jour que la bataille de Philippi, la première escarmouche de la guerre civile américaine. Le 4 juin, le secrétaire à la Guerre Simon Cameron a publié une circulaire aux armées de l'Union, annonçant « la mort d'un grand homme d'État ... un homme qui a noblement fait passer son pays avant les intérêts partisans ».